# Hayley Sales
Julia Hayley Sales, född den 31 augusti 1986 i Washington DC, är en amerikansk sångerska och låtskrivare. Hon är uppmärksammad för albumet Sunseed. Hon är mest känd för sina två låtar "What You Want" och "Keep Drivin'". Hon vann Female Vocalist of the Year på Vancouver Island Music Awards. Hon medverkade också i Seattle's Northwest Folk Life festival. Innan hon blev sångerska levde hon ett mycket intensivt och intressant liv, där hon intervjuade Dalai Lama, reste världen runt, samt umgicks med tidigare Nirvanas basist Krist Novoselic och deltog i Seattle WTO protester.

## Diskografi
Studioalbum
- 2007 – Sunseed
- 2010 – When the Bird Became a Book (med G. Love och Donavon Frankenreiter)
- 2017 – The Misadventures

Singlar
- 2007 – "What You Want"
- 2008 – "Keep Drivin'"

Samlingsalbum
- 2007 – Women & Songs, Vol. 11 (div. artister)